# دختر ستاره‌ای هالیوود
دختر ستاره‌ای هالیوود یا هالیوود استارگرل (انگلیسی: Hollywood Stargirl) یک فیلم درام و رمانتیک آمریکایی به کارگردانی جولیا هارت بر اساس فیلمنامه جردن هوروویتس با همکاری جولیا هارت است. این فیلم دنباله دختر ستاره‌ای ۲۰۲۰ است و داستان آن استارگرل و مادرش آنا را دنبال می‌کند که به عنوان طراح لباس در یک فیلم استخدام می‌شود، در حالی که آنها به لس آنجلس نقل مکان می‌کنند، جایی که استارگرل با دوستان جدیدی آشنا می‌شود و جنبه خلاقانه‌اش و همچنین شهرت و موفقیت را کشف می‌کند.
این فیلم در ۲۳ مه ۲۰۲۲ در تئاتر ال کاپیتان نمایش داده شد و در ۳ ژوئن ۲۰۲۲ از طریق دیزنی پلاس منتشر شد.

## بازیگران
- الیجا ریچاردسون در نقش ایوان
- گریس فاندروال در نقش سوزان «استارگرل» کاراوی
- اوما تورمن در نقش روکسان مارتل
- جودی گریر در نقش آنا
- جاد هیرش در نقش آقای میچل
- تایرل جکسون ویلیامز در نقش ترل
- آل مادریگال در نقش ایگی
- سارایو بلو در نقش الکس
- کریس ویلیامز در نقش پدر ایوان و ترل
- نیا اوکورو در نقش مادر ایوان و ترل

## تولید
اعلام شد که دنباله ای برای دختر ستاره‌ای در دست ساخت است. جولیا هارت برای کارگردانی بازگشت و گریس وندروال نیز در نقش Stargirl Caraway بازی خواهد کرد. الیجا ریچاردسون و جودی گریر نیز قرار است ایفای نقش کنند، با گریر جایگزین سارا آرینگتون در نقش آنا، مادر استارگرل و ریچاردسون قرار است نقش ایوان، نقش اول رمانتیک را بازی کنند. دنباله با عنوان ستاره ستاره هالیوود، بر شخصیت اصلی که شهرت و موفقیت را تجربه می‌کند تمرکز خواهد کرد. اوما تورمن قرار است نقش روکسان مارتل، نوازنده‌ای را بازی کند که استارگرل او را تحسین می‌کند، و مایکل پن قرار است موسیقی فیلم را بنویسد. هارت و جردن هوروویتزدر حال نوشتن فیلمنامه هستند جاد هیرش و تایرل جکسون ویلیامز به ترتیب نقش آقای میچل، همسایه جدید استارگرل، و ترل، برادر بزرگتر ایوان و فیلمساز مشتاق را بازی می‌کنند.
تصویربرداری اصلی در مهٔ ۲۰۲۱ در اورنج کانتی، کالیفرنیا آغاز شد، و در ژوئیه به پایان رسید.